# Iwakura
Iwakura è una città giapponese della prefettura di Aichi.